# Karl Vieweg
Otto Vilhelm Karl Vieweg, född 15 oktober 1898 i Enköpings församling, Uppsala län, död 14 juli 1976 i Hedeskoga församling, Malmöhus län, var en svensk agronom.
Karl Vieweg var föreståndare och rektor för lantbruksskolorna i Bjärka-Säby (1934–1951) och Bollerups by (1951–1965). Han invaldes 1951 som ledamot av Lantbruksakademien.